# Landschap (tijdschrift)
Landschap is een Nederlands wetenschappelijke tijdschrift op het gebied van de landschapsecologie en milieukunde.
Het blad wordt sinds 1984 uitgegeven door de Werkgemeenschap Landschapsecologisch Onderzoek en verschijnt viermaal per jaar. Het is het vervolg op WLO-Mededelingen, dat vanaf 1973 verscheen. Landschap publiceert wetenschappelijke artikelen die verslag doen van empirisch onderzoek en daarnaast beschouwingen over concepten, beleid en beheer die betrekking hebben op landschap, natuur en, zij het in mindere mate, milieu.
In het blad worden bijdragen vanuit verschillende disciplines gepubliceerd, zoals ecohydrologie, bestuurskunde, historische ecologie en landschapsarchitectuur. Kritische essays over het overheidsbeleid of de koers van natuurbeschermers worden niet geschuwd.